# Kurt Stenzel (Journalist)
Kurt Stenzel (* 21. Mai 1938 in Luxemburg; † 3. April 2012) war ein deutscher Fernsehjournalist.

## Karriere
Stenzel studierte Politische Wissenschaft, Philosophie und Geschichte in Tübingen und München. 1965 erfolgte seine Promotion bei Eric Voegelin an der Ludwig-Maximilians-Universität München (Pascals Theorie des Divertissements). In München war er im Sozialdemokratischen Hochschulbund (SHB) aktiv und 1962/63 Vorsitzender des SHB München. 1966 war er Mitverfasser der Schrift Mobilisierung der Demokratie, die von Waldemar von Knoeringen herausgegeben wurde.
Ab 1967 war Stenzel beim Fernsehen des Süddeutschen Rundfunks (SDR) beschäftigt. Er war als Assistent von Emil Obermann unter anderem an der Entwicklung des Fernsehmagazins Pro und Contra beteiligt. Dessen Redaktion übernahm Stenzel in den ersten Jahren. Außerdem war Stenzel für die SDR-Redaktionen der Fernsehmagazine Report und Weltspiegel verantwortlich. Er war auch Moderator des Weltspiegel.
Ab 1977 war Stenzel als ARD-Korrespondent im Nahen Osten tätig. Er war der einzige Fernsehjournalist in Mogadischu während der Entführung des Flugzeugs „Landshut“. 1981 wurde er Leiter der Badischen Fernseh-Redaktion des SDR in Mannheim und 1994 Chefredakteur Fernsehen des SDR. 1995 wurde er Vorstandsvorsitzender des Hauses des Dokumentarfilms in Stuttgart. Von 1999 bis zum Eintritt in den Ruhestand 2002 war er in Genf ARD-Korrespondent für die Schweiz und die UNO.
Stenzel verstarb im April 2012. Er lebte zuletzt in Edingen-Neckarhausen.